# Лапач, Владимир Александрович
Владимир Александрович Лапач (9 января 1948, Ростов-на-Дону — 8 сентября 2010, Ростов-на-Дону) — советский и российский учёный-цивилист, профессор, доктор юридических наук.
Вклад В. А. Лапача в развитие науки гражданского права состоит в том, что он предложил новые подходы к пониманию закономерностей построения системы объектов гражданских прав, позволяющие более точно определить признаки таковых объектов и обладают прогностическим значением в отношении возможностей дальнейшего развития системы.

## Биография

Памятная доска в Ростове-на-Дону

Родился 9 января 1948 года в Ростове-на-Дону в семье служащих.
Первое высшее образование получил на факультете иностранных языков Ростовского государственного педагогического института (с 1993 года — Ростовский государственный педагогический университет, в 2006 году вошёл в состав Южного федерального университета как Педагогический институт ЮФУ), который окончил в 1971 году. Второе образование получил, окончив в 1981 году с отличием юридический факультет Ростовского государственного университета (ныне — Южный федеральный университет). С 1989 года преподавал на этом же факультете.
В 1990 году, закончив аспирантуру Центрального института руководящих работников и специалистов в области патентной работы при Государственном комитете СССР по науке и технике, Владимир Александрович защитил кандидатскую диссертацию на тему «Правовые проблемы квалификации изобретений в СССР». В 2005 году, после защиты докторской диссертации на тему «Система объектов гражданских прав в законодательстве России», В. А. Лапач вступил в должность профессора и заведующего кафедрой гражданского процесса Ростовского государственного университета.
Владимир Лапач вёл преподавательскую и научную деятельность. Опубликовал 115 научных работ; в качестве научного руководителя подготовил пятнадцать кандидатов наук, выступал консультантом докторантов. Владел пятью иностранными языками, читал лекции в университетах Кёльна, Мюнстера и Дюссельдорфа.
Умер 8 сентября 2010 года в Ростове-на-Дону.

## Семья
Его дочь Лада Владимировна тоже стала учёной, кандидатом юридических наук, работает доцентом кафедры гражданского права юридического факультета Южного федерального университета.

## Память
На доме, где жил учёный, установлена мемориальная доска.